# Chinde
Chinde – odnoga rzeki Zambezi położona w delcie rzeki w Mozambiku. Miasto Chinde jest usytuowane na jej brzegu.